# 360037 Robertson
360037 Robertson este o planetă minoră (asteroid) din centura de asteroizi. A fost descoperită pe 24 septembrie 2011 la Haleakalā Observatory⁠(d) de . 
Obiectul prezintă o orbită caracterizată de o semiaxă mare de 3,1432165435484 UAi, o excentricitate de 0,088277233520804, o înclinație de 10,196001024138 ° în raport cu ecliptica.